# 蔡州 (西魏)
蔡州，中国南北朝西魏时设置的州。
西魏废帝三年（554年），改南雍州置，治所在蔡阳县（今湖北省枣阳市西南）。下辖蔡阳郡、千金郡，管辖地區约今湖北省枣阳市附近。隋朝大业初年，废蔡州。